# Иван Дуриданов
Иван Василев Дуриданов е български учен, академик, един от най-утвърдените изследователи, преподаватели и автори на трудове по езикознание, етимология и ономастика в България, известен с диренията си в областта на езика на траките.

## Биография
Роден е през 1920 г. в с. Комщица, Годечко, в семейство на учители. Детството и юношеството си изкарва в село Крива бара, Ломско. Учи в гимназия с изучаване на латински език в Лом. Завършва славянска и класическа филология в Софийския университет „Св. Климент Охридски“ през 1942 г. През 1942 – 1943 г. е асистент в Службата за български език към БАН. През 1946 – 1947 г. е учител в Девическата гимназия в Скопие.
През 1951 г. става асистент в Софийския университет, където работи до пенсионирането си през 1990 г. (от 1956 – доцент, а от 1962 – професор). От 1970 до 1972 г. е зам. декан на Филологическия факултет, а от 1976 до 1978 г. декан на Факултета по славянски филологии. Дуриданов е директор на Летния семинар по български език и култура и председател на Комисията по българистика към СУ и ръководител на Катедрата по общо и сравнително езикознание при СУ от 1975 до 1990 г. Член-кореспондент на БАН от 1981 г., зам. директор на Института за български език при БАН от 1983 до 1988 г. и академик на БАН от 1995 г.

## Членства
Академик Дуриданов е бил член на Международния комитет по ономастика от 1969 г. и на Индоевропейското дружество от 1983 г. Почетен член е на Славяно-балтийското дружество при Университета в Лунд, Швеция от 1971 г. и секретар на Международния комитет на славистите.

### Статии
- в съавт. с Н. Намерански. Първата крачка беше наша. Четвърт век организирано проучване на местните имена. В: „Септемврийско слово“ [Михайловград], ХХIV, № 2538, 22 декември 1977, стр. 4
- Към проблемата за развоя на българския език от синтетизъм към аналитизъм. В: Год. СУ ”Св. Кл. Охридски”. Филолог. фак., 51, 1955, (1956), № 1, стр. 85 – 272
- За периодизацията на българския език. В: Известия на Института по български език, I, 1952/2, стр. 203 – 206
- Понятието падеж и въпросът за българското склонение. В: Български език, IV, 1954/2, стр. 145 – 150
- Общото езикознание и проблемите на езиковото строителство. В: Език и литература, XXXIV, 1979/1, стр. 9 – 19
- Развой на българската ономастика: Ч. 1 Антропонимия. В: Onomastica (Wroclaw), II, 1956/2, стр. 365 – 369